# Ümit Erdim
Ümit Erdim (* 15. Juni 1985 in Kocaeli) ist ein türkischer Schauspieler.

## Leben und Karriere
Erdim wurde am 15. Juni 1985 in Kocaeli geboren. Er besuchte die İzmit Atılım Anatolian High School. Von 1998 bis 2003 war er am Kocaeli Metropolitan Municipal City Theatre. Sein Debüt gab er 2002 in der Fernsehserie Böyle mi Olacaktı. Außerdem trat er in Gönül auf. Seine erste Hauptrolle bekam er 2003 in Hayat Bilgisi. 2006 spielte er in der Serie  Selena die Hauptrolle. Anschließend war er in dem Film Can Tertip zu sehen. Unter anderem war er in der Sendung Benzemez Kimse Sana Juror. Zwischen 2019 und 2020 wurde Erdim für die Serie Şampiyon gecastet.

## Filmografie (Auswahl)
Filme
- 2010: Ejderhanı Nasıl Eğitirsin
- 2014: Ejderhanı Nasıl Eğitirsin 2
- 2015: Can Tertip
- 2016: Kan Kardeşler
- 2018: Bücür
- 2019: Ejderhanı Nasıl Eğitirsin: Gizli Dünya
- 2019: Kim Daha Mutlu?

Serien
- 2002: Böyle mi Olacaktı
- 2003–2006: Hayat Bilgisi
- 2006: Gönül
- 2006–2009: Selena
- 2009: Adanalı
- 2009: Teyzanne
- 2011–2012: Pasaport
- 2013: Doksanlar
- 2018: Semt Çocukları
- 2019–2020: Şampiyon

Sendungen
- 2012, 2015: Benzemez Kimse Sana
- 2023: Survivor 2023